# Кватерніонна алгебра
У математиці кватерніонною алгеброю над полем F називається центральна проста алгебра A над F розмірність якої є рівною 4.

## Еквівалентні означення

### Пряма побудова
Коли F має характеристику не рівну 2, кожну кватерніонну алгебру над F можна описати як 4-вимірний векторний простір над F із базисом {\displaystyle \{1,i,j,k\}} і таблицею множення для базисних елементів:
{\displaystyle i^{2}=a}
{\displaystyle j^{2}=b}
{\displaystyle ij=k}
{\displaystyle ji=-k}
де a і b є деякими ненульовими елементами поля F.  Із цих рівностей також випливає:
{\displaystyle k^{2}=ijij=-iijj=-ab}
Для позначення кватерніонної алгебри із вказаною таблицею множення використовується позначення (a,b)F або просто (a,b).
Коли поле F має характеристику 2 таблиця множення базових елементів має трохи інший вигляд:
{\displaystyle i^{2}+i=a}
{\displaystyle j^{2}=b}
{\displaystyle ij=k}
{\displaystyle ji=k+j.}
У будь-якому випадку кватерніонна алгебра над F задана цими співвідношеннями є центральною простою алгеброю розмірності 4 над F і навпаки кожна центральна проста алгебра розмірності 4 є кватерніонною алгеброю заданою якимось із співвідношень (в залежності від характеристики).
Для елемента {\displaystyle q=t+xi+yj+zk\ } кватерніонної алгебри над полем характеристика якого не є рівною 2 його спряжений елемент задається як 
{\displaystyle {\bar {q}}=t-xi-yj-zk.\ }
Для кватерніонної алгебри нормою називається відображення:
{\displaystyle N(t+xi+yj+zk)=t^{2}-ax^{2}-by^{2}+abz^{2}.\ }
Еквівалентно {\displaystyle N(q)=q{\bar {q}}.\ }

### Побудова за допомогою етальних квадратичних алгебр
Для полів довільної характеристики кватерніонну алгебру можна побудувати за допомогою етальних квадратичних алгебр, з використанням побудови Келі — Діксона.
Якщо C є етальною квадратичною алгеброю над F (тобто алгеброю ізоморфною {\displaystyle F\oplus F,} або квадратичному сепарабельному розширенню поля F), то існує єдиний автоморфізм J алгебри C, що відрізняється від одиничного і називається спряженням.  
Конкретно можна взяти {\displaystyle C=F_{\mu }=F+F\nu ,} де {\displaystyle \nu } задовольняє рівнянню {\displaystyle \nu ^{2}=\nu +\mu ,\ 4\mu +1\neq 0.} Спряження у цьому випадку задається як {\displaystyle J(\alpha +\beta \nu )=\alpha +\beta -\beta \nu .} Якщо многочлен {\displaystyle x^{2}-x-\mu } не має коренів у F, то C є сепарабельним квадратичним розширенням поля F. Якщо цей многочлен має корені у F, то C є ізоморфною {\displaystyle F\oplus F.} Наприклад для {\displaystyle \mu =0} многочлен має корені у F і ізоморфізм між {\displaystyle C=F_{\mu }} і {\displaystyle F\oplus F} задається через співвідношення {\displaystyle 1\to (1,1)} і {\displaystyle v\to (0,1).} Таким чином кожна етальна квадратична алгебра C має вигляд {\displaystyle F_{\mu }.}
Якщо a є ненульовим елементом F то на F-векторному просторі {\displaystyle Q=C\oplus C,} можна ввести множення (x, y)(x', y') = (xx' + aJ(y')y, yJ(x')+ y'x). Із цією операцією Q є кватерніонною алгеброю над F, яку позначають як (C, b)F. Навпаки кожна кватерніонна алгебра над F може бути отримана у описаний спосіб.
Наприклад для {\displaystyle F=\mathbb {R} ,} поле комплексних чисел {\displaystyle \mathbb {C} } є етальною квадратичною алгеброю і для a = –1, алгебра Q є ізоморфною звичайним кватерніонам.

### За допомогою сепарабельних квадратичних розширень
Нехай F — поле довільної характеристики і L — його квадратичне сепарабельне розширення і {\displaystyle 0\neq \xi \in F.} Нехай J позначає єдиний неодиничний F-автоморфізм поля L.
Тоді алгебра L + L u, де {\displaystyle u^{2}=\xi } і для кожного {\displaystyle m\in F} також {\displaystyle um=J(m)u} є кватерніонною алгеброю над F і кожна кватерніонна алгебра одержується в такий спосіб. 
Для елементів a + bu і c + du добуток є рівним {\displaystyle (a+bu)(c+du)=(ac+bJ(d)\xi )+(ab+bJ(c))u.}
Спряження на кватерніонній алгебрі є лінійним продовженням J на L і J(u) = -u.

## Приклади
- Класичні кватерніони є кватерніонною алгеброю над {\displaystyle F=\mathbb {R} }. У цьому випадку (a = b = −1)
- Для спліт-кватерніонів (a = −1, b = +1). Для спліт-кватерніонів також {\displaystyle k^{2}=+1} і {\displaystyle jk=-i}. Спліт-кватерніони є ізоморфними алгебрі квадратних дійсних матриць порядку 2.
- Звичайні кватерніони і спліт-кватерніони є єдиними прикладами кватерніонних алгебр над полем дійсних чисел. Всі інші є ізоморфними одній із цих алгебр.
- Алгебра квадратних матриць порядку 2 з елементами з поля F є кватерніонною алгеброю над полем F. Якщо F є скінченним полем,алгебрично замкнутим полем (наприклад {\displaystyle F=\mathbb {C} }) чи навіть сепарабельно замкнутим полем то ця алгебра є єдиною з точністю до ізоморфізму.

## Властивості
Всюди нижче F є полем характеристика якого не є рівною 2.
- Кватерніонні алгебри (a,b)F і (b,a)F є ізоморфними.
- Кватерніонна алгебра (a,b)F є або алгеброю з діленням або ізоморфною алгебрі 2×2 матриць над F: у другому випадку кажуть, що алгебра розщеплюється.[2]
- Кожна кватерніонна алгебра стає алгеброю матриць після розширення скалярів, тобто для деякого розширення K поля F, {\displaystyle A\otimes _{F}K} є ізоморфною алгебрі квадратних матриць порядку 2 над K.
- Елемент q кватерніонної алгебри (a,b)F є оборотним тоді і тільки, коли його норма не дорівнює нулю. Як наслідок кватерніонна алгебра є алгеброю з діленням якщо і тільки якщо її норма є рівною нулю лише для нульового елемента.
- Кватерніонна алгебра (a,b)F розщеплюється якщо і тільки якщо b є рівним нормі деякого елемента у квадратичному розширенні {\displaystyle F({\sqrt {a}})} поля F.
- Нехай A — деяка кватерніонна алгебра над полем F і {\displaystyle a\in F.} Тоді A є ізоморфною кватерніонній алгебрі (a,b)F для деякого {\displaystyle b\in F} тоді і тільки тоді коли {\displaystyle F({\sqrt {a}})}-алгебра {\displaystyle A\otimes _{F}F({\sqrt {a}})} розщеплюється і тоді і тільки тоді коли A містить підполе ізоморфне {\displaystyle F({\sqrt {a}})}.
- Нехай {\displaystyle (a,b)_{F}\ } — кватерніонна алгебра. Тоді для {\displaystyle K=F({\sqrt {a}})} алгебра {\displaystyle A\otimes _{F}K} є ізоморфною {\displaystyle M(2,K)} і для кожного такого ізоморфізму {\displaystyle \phi } для норми виконується рівність {\displaystyle N(q)=\det(\phi (q\otimes 1)).}
- Коніка C(a,b) задана як

{\displaystyle ax^{2}+by^{2}=z^{2}\ }
має точку (x,y,z) з координатами у полі F для алгебр, що розщеплюються і тільки для них.

## Застосування
Кватерніонні алгебри застосовуються у теорії чисел, зокрема при вивченні квадратичних форм. Вони зокрема визначають елементи порядку 2 у групі Брауера поля F.  Для деяких полів, наприклад алгебричних числових полів, кожен елемент порядку 2 у групі Брауера є класом еквівалентності кватерніонної алгебри. 
Згідно теореми Меркур'єва кожен елемент порядку 2 у групі Брауера довільного поля є класом еквівалентності тензорного добутку кватерніонних алгебр..

## Класифікація
Над полем дійсних чисел є два класи ізоморфізмів кватерніонних алгебр: 2×2 матриці з дійсними елементами і класичні кватерніони Гамільтона.
Над довільним локальним полем F теж є два класи ізоморфізмів кватерніонних алгебр: 2×2 матриці над F і однозначно визначена (з точністю до ізоморфізму) алгебри з діленням.
Проте кватерніонна алгебра з діленням над локальним полем є зазвичай не алгебра (-1,-1)F, як у випадку дійсних чисел. Наприклад для p-адичних чисел {\displaystyle (-1,-1)_{\mathbb {Q} _{p}}} є алгебрj. з діленням лише у випадку p = 2.  
Одним із способів класифікації кватерніонних алгебр над F є однозначна відповідність між класами еквівалентності кватерніонних алгебр над F і класами еквівалентності їх норм як квадратичних форм.

## Кватерніонні алгебри над полем раціональних чисел
Кватерніонні алгебри над полем раціональних чисел мають арифметичну теорію схожу до квадратичних розширень {\displaystyle \mathbb {Q} }.
Нехай {\displaystyle B} — кватерніонна алгебра над {\displaystyle \mathbb {Q} } і {\displaystyle \mathbb {Q} _{\nu }} позначає поповнення {\displaystyle \mathbb {Q} } по p-адичній нормі (тобто p-адичні числа {\displaystyle \mathbb {Q} _{p}} для деякого простого числа p) або звичайній нормі (тобто дійсні числа {\displaystyle Q_{\infty }=\mathbb {R} }). Алгебра {\displaystyle B_{\nu }:=\mathbb {Q} _{\nu }\otimes _{\mathbb {Q} }B} є кватерніонною алгеброю над полем {\displaystyle \mathbb {Q} _{\nu }}. 
Тоді {\displaystyle B_{\nu }} може бути ізоморфною алгебрі квадратних матриць порядку 2 над {\displaystyle \mathbb {Q} _{\nu }} або бути алгеброю з діленням.
Кажуть, що алгебра {\displaystyle B} розщеплюється у {\displaystyle \nu } якщо {\displaystyle B_{\nu }} є ізоморфною  алгебрі квадратних матриць порядку 2 над {\displaystyle \mathbb {Q} _{\nu }}.  В іншому випадку алгебра не розщеплюється у {\displaystyle \nu }.  Наприклад, раціональні кватерніони (-1,-1)Q не розщеплюються у 2 і {\displaystyle \infty } і розщеплюються для всіх непарних простих чисел. Алгебра раціональних квадратних матриць порядку 2 розщеплюється для всіх {\displaystyle \nu }.
Кватерніонна алгебра над полем раціональних чисел яка розщеплюється у {\displaystyle \infty } є аналогом дійсного квадратичного поля, а алгебра яка не розщеплюється у {\displaystyle \infty } є аналогом уявного квадратичного поля. 
Кількість {\displaystyle \nu } де кватерніонна алгебра над полем раціональних чисел не розщеплюється є парним числом.
До того ж ця множина визначає B з точністю до ізоморфізму.  Добуток простих чисел по яких B розщеплюється називається дискримінантом B.